# العلاقات الكوستاريكية الكونغوية
العلاقات الكونغولية الكوستاريكية هي العلاقات الثنائية التي تجمع بين جمهورية الكونغو وكوستاريكا.

## مقارنة بين البلدين
هذه مقارنة عامة ومرجعية للدولتين:
| وجه المقارنة                                              | [[تصنيف:صفحات تستخدم رمز علم غير موجود\|]] جمهورية الكونغو | كوستاريكا                                 |
| --------------------------------------------------------- | ---------------------------------------------------------- | ----------------------------------------- |
| المساحة (كم2)                                             | 342.00 ألف                                                 | 51.10 ألف                                 |
| عدد السكان (نسمة)                                         | 5.26 مليون                                                 | 4.91 مليون                                |
| الكثافة السكانية (ن./كم²)                                 | 15.38                                                      | 96.09                                     |
| العاصمة                                                   | برازافيل                                                   | سان خوسيه                                 |
| اللغة الرسمية                                             | لغة فرنسية                                                 | اللغة الإسبانية                           |
| العملة                                                    | فرنك وسط أفريقي                                            | كولون كوستاريكي                           |
| الناتج المحلي الإجمالي (بليون دولار)                      | 8.72 مليار                                                 | 57.06 مليار                               |
| الناتج المحلي الإجمالي (تعادل القوة الشرائية) بليون دولار | 29.48 مليار                                                | 74.98 مليار                               |
| الناتج المحلي الإجمالي الاسمي للفرد دولار أمريكي          | 1.85 ألف                                                   | 11.26 ألف                                 |
| الناتج المحلي الإجمالي للفرد دولار أمريكي                 |                                                            | 14.92 ألف                                 |
| مؤشر التنمية البشرية                                      | 0.591                                                      | 0.766                                     |
| رمز المكالمات الدولي                                      | +242                                                       | +506                                      |
| رمز الإنترنت                                              | .cg                                                        | .cr، قائمة نطاقات المستوى الأعلى للإنترنت |
| المنطقة الزمنية                                           | ت ع م+01:00                                                | 00                                        |

## منظمات دولية مشتركة
يشترك البلدان في عضوية مجموعة من المنظمات الدولية، منها:
| علم المنظمة | اسم المنظمة                               | تاريخ انضمام جمهورية الكونغو | تاريخ انضمام كوستاريكا |
| ----------- | ----------------------------------------- | ---------------------------- | ---------------------- |
|             | البنك الدولي للإنشاء والتعمير             | 10 يوليو 1963                | 8 يناير 1946           |
|             | يونسكو                                    | 24 أكتوبر 1960               | 19 مايو 1950           |
|             | منظمة التجارة العالمية                    | ?                            | ?                      |
|             | وكالة ضمان الاستثمار متعدد الأطراف        | 16 أكتوبر 1991               | 8 فبراير 1994          |
|             | منظمة الشرطة الجنائية الدولية             | ?                            | ?                      |
|             | مؤسسة التمويل الدولية                     | 1 أكتوبر 1980                | 20 يوليو 1956          |
|             | الأمم المتحدة                             | 20 سبتمبر 1960               | 2 نوفمبر 1945          |
|             | مؤسسة التنمية الدولية                     | 8 نوفمبر 1963                | 30 يونيو 1961          |
|             | الفريق المعني برصد الأرض                  | ?                            | ?                      |
|             | منظمة حظر الأسلحة الكيميائية              | ?                            | ?                      |
|             | المركز الدولي لتسوية المنازعات الاستشارية | 14 أكتوبر 1966               | 27 مايو 1993           |

## وصلات خارجية
- موقع وزارة الخارجية الكوستاريكية